# 葡萄牙历史

## 早期

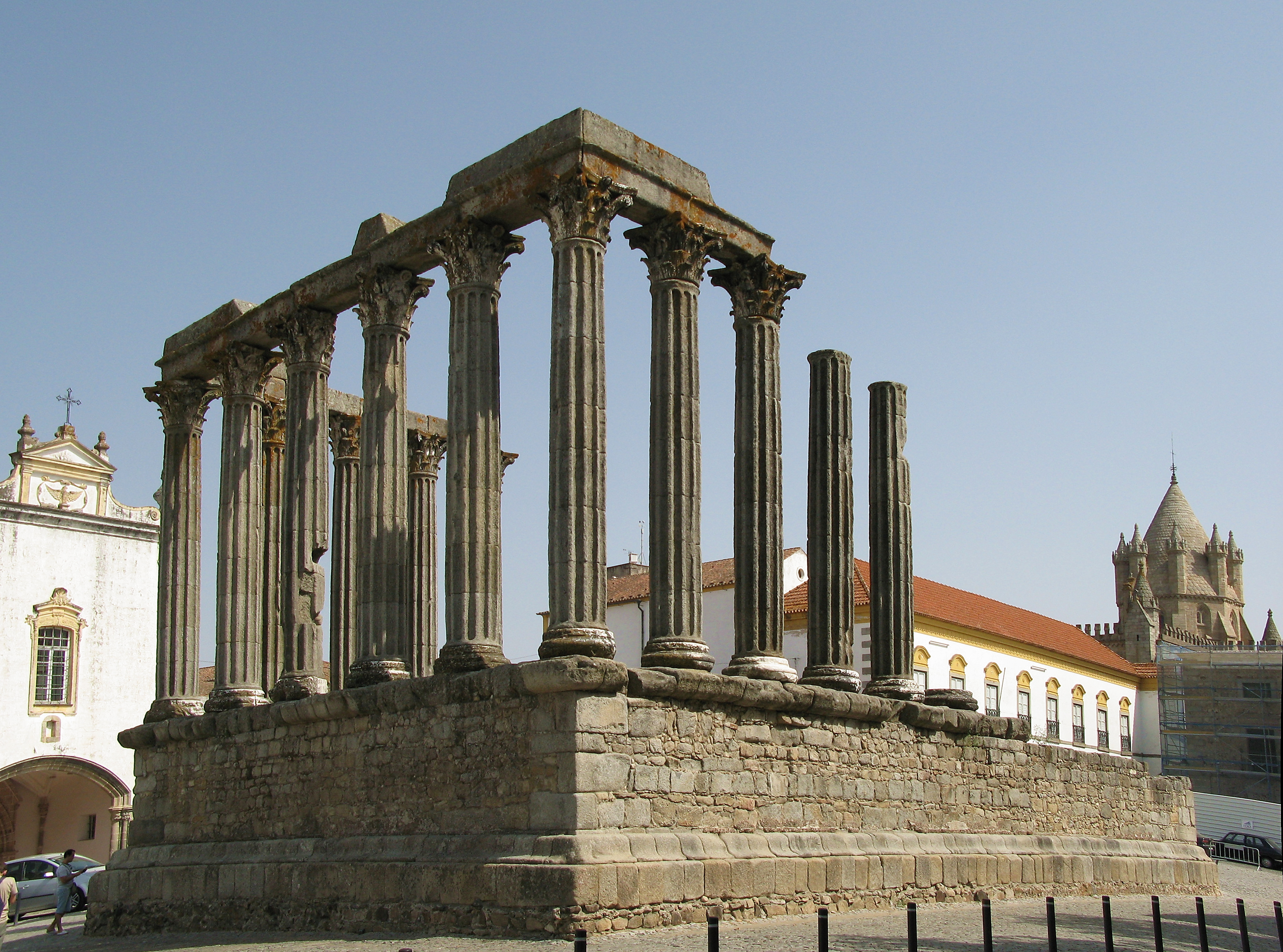
阿连特茹地区的埃武拉罗马神庙，是罗马琉息太尼亚统治的象征

### 史前
最初迁入今日的葡萄牙一带的是尼安德特人，后来被智人所替代，于伊比利亚半岛北部生活，懂得驯服动物、种植谷物以及捕鱼的技巧。公元前1千年，有凯尔特人自中欧迁入，并定居下来、与当地人通婚，形成早期的聚落。

### 罗马入侵
前219年，罗马人入侵伊比利亚半岛。到尤利乌斯·凯撒统治末期，几乎整个伊比利亚半岛都为罗马所征服。同时，与罗马人作战的迦太基人也被赶出伊比利亚半岛，他们的海岸殖民地被并入罗马共和国。今日的葡萄牙自此进入了两百多年的罗马统治期，在此期间许多奴隶因抗命而被处决。
前150年，维里阿修斯发动叛乱，与罗马人对抗数年。罗马向当地派驻了他们最为优秀的将军和大量的军团兵以镇压叛乱，但他们的攻势并未奏效，迫使罗马人改变战略。他们贿赂了维里阿修斯的党羽，唆使其刺杀维氏。
前139年，维里阿修斯遇刺，叛乱也得以平息。
前140年，罗马人于设立琉息太尼亚行省，但是该地区的罗马化是在西哥特时期完成的。
在葡萄牙境内存在有诸多铁器时代的遗址，多为山丘古堡，考古学家划为卡斯特罗文化。罗马时代遗址亦遍布全国，例如科英布拉的科英布里加遗址和阿连特茹的米罗布里加遗址，而前者是葡萄牙最大的罗马人定居点。保卢斯·奥罗修斯（约375－418）、希达蒂乌斯（约400–469）和阿卡耶·弗拉维亚耶主教都是当时出生于葡萄牙的著名历史学家，其中弗拉维亚耶主教记载了罗马统治末期、日耳曼人入侵的史实。

### 日耳曼入侵
5世纪早期，苏维汇人和汪达尔人等日耳曼部族与同盟的奄蔡和萨尔马提亚人侵入伊比利亚半岛，建立了君主制的国家。其中，统治今日葡萄牙一带地区（琉息太尼亚和加利西亚）的国家是苏维汇王国，首都在布拉卡拉（Bracara，今布拉加）。与其他的日耳曼部族相比，苏维汇人对于今日葡萄牙、加利西亚和阿斯图里亚斯地区的影响最为显著。
500年，西哥特王国在托莱多建立，并在584至585年征服了苏维汇王国，将苏维汇纳入成为其第六个省。接下来的两个世纪内，整个伊比利亚半岛都逐渐被西哥特纳入统治。
711年，南方信仰伊斯兰教的摩尔人入侵，杀死了国王罗德里克，结束了西哥特人的统治。

## 中期

### 穆斯林時代（711－1453）

#### 伍麦叶王朝（711－1031）
8世纪初，信仰伊斯兰教的伍麦叶王朝并吞了伊比利亚半岛的绝大部分地区。在半岛北部，穆斯林的统治持续了一个世纪，末年仅仅剩下名义上的军事和行政管辖权；而在半岛的中部和南部，统治则持续了四到五个世纪。
711年伍麦叶王朝击溃西哥特是此段统治的开端。
750年，这个定都于大马士革，东起印度河流域、西至法兰西南部的庞大帝国宣告覆灭，随后在伊比利亚半岛上，阿卜杜拉赫曼一世建立了新的科尔多瓦埃米尔国。
929年，科尔多瓦埃米尔阿卜杜拉赫曼三世改称哈里发，建立科尔多瓦哈里发国，史称“后伍麦叶王朝”。
1031年，后伍麦叶王朝分崩离析，解体为至少23个封国，称为泰法。
泰法国家的首领多自称埃米尔，并与北方的基督教王国建立了外交联系。当时统治葡萄牙一带的泰法是巴达霍斯，由阿拔斯王朝统治；期间的1022年，在里斯本曾建立起短命的泰法政权。南部部分地区后归阿巴德王朝的塞维利亚泰法统治。

#### 穆拉比特王朝（1086－1147）
1086年，摩洛哥的穆拉比特王朝侵入伊比利亚，于萨拉卡战役击败了基督徒，得以控制半岛。

#### 穆瓦希德王朝（1147－1249）
1147年，穆拉比特王朝又被马拉喀什的穆瓦希德王朝取代。
穆斯林称伊比利亚半岛为安达卢斯，并将安达卢斯分为数个不同的地区，称为库拉（Kura），每个库拉皆拥有一座首府。在穆斯林统治的全盛时期，共有10个库拉。当时，在穆斯林统治下的葡萄牙地区境内，有贝雅、锡尔维什、薩爾堡、圣塔伦和里斯本五个主要城市。在安达卢斯，主要的穆斯林人口由柏柏尔人和穆拉迪人（皈依伊斯兰教的伊比利亚人）组成。当地的阿拉伯人主要是来自阿曼的王公贵族，组成了安达卢斯的精英阶级。柏柏尔人则是由北非阿特拉斯山脉和里夫山脉的游牧民及其后裔组成。

### 收复失地运动（718－1492）
伊比利亚半岛基督徒的收复失地运动始于718年，时年西哥特贵族佩拉约在比斯开湾沿岸的坎塔布连山区中建立了政权。他利用坎塔布连山脉的地形优势守住了王国，并以此为据点重整基督徒军队，意图收复土地。
722年，佩拉约于科瓦东加战役中大获全胜后称王，建立阿斯图里亚斯王国，开始了旷日持久的基督徒收复失地（Reconquista Cristã）战争。
9世纪，阿斯图里亚斯国王阿方索三世的下属维马拉·佩雷斯率兵攻占了杜罗河和米尼奥河流域之间的地区，其中包括波尔图斯-加里（今波尔图）和布拉加两大城市，亦有广大的荒废城镇。他决定将难民迁移至此，以重建该地区，成立葡萄牙伯国，得名于大港口波尔图斯-加里（Portus Cale）。维马拉·佩雷斯随后建立起一系列新城镇，其中便包括维马拉内斯（今吉马良斯），该城市也因此被誉为“葡萄牙民族的出生地”和“摇篮城”（Cidade Berço）。
868年，阿方索三世封维马拉·佩雷斯为波尔图斯-加里第一伯爵。

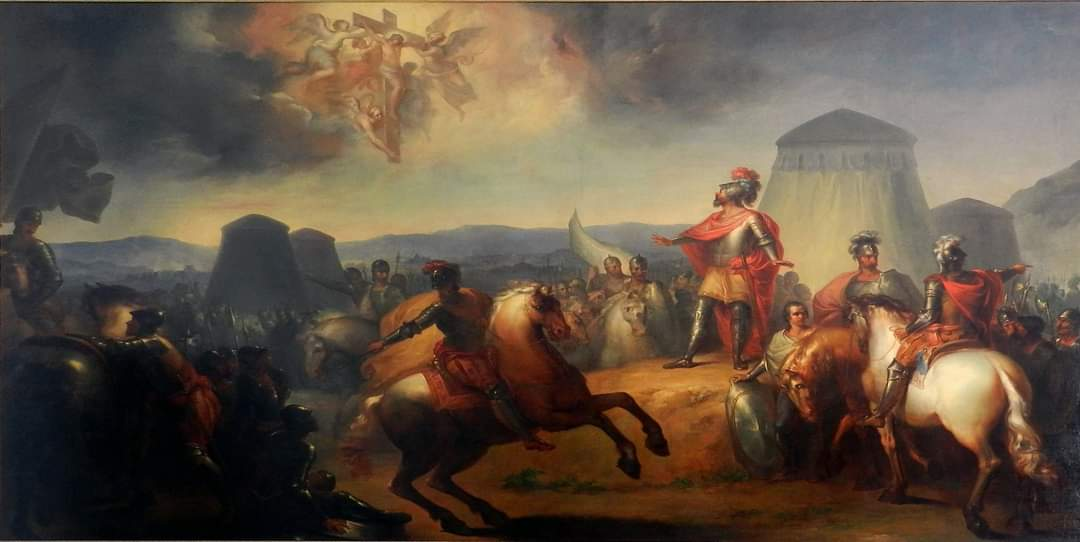
奥里基战役在葡萄牙收复失地运动中起到了关键作用

阿斯图里亚斯王国后因为王位继承问题而陷入内乱，阿方索三世被其子嗣勒令退位。其長子加西亞成為莱昂國王，次子奥多尼奥統治加利西亞，而幼子弗鲁埃拉接收阿斯圖里亞斯。葡萄牙郡成为加利西亚王国的一部分，葡萄牙人在语言和文化习俗上与加利西亚人相近，但和莱昂人有很大不同，因而导致文化隔阂。
924年，在莱昂吞并另两个王国后，莱昂王国宣告成立。

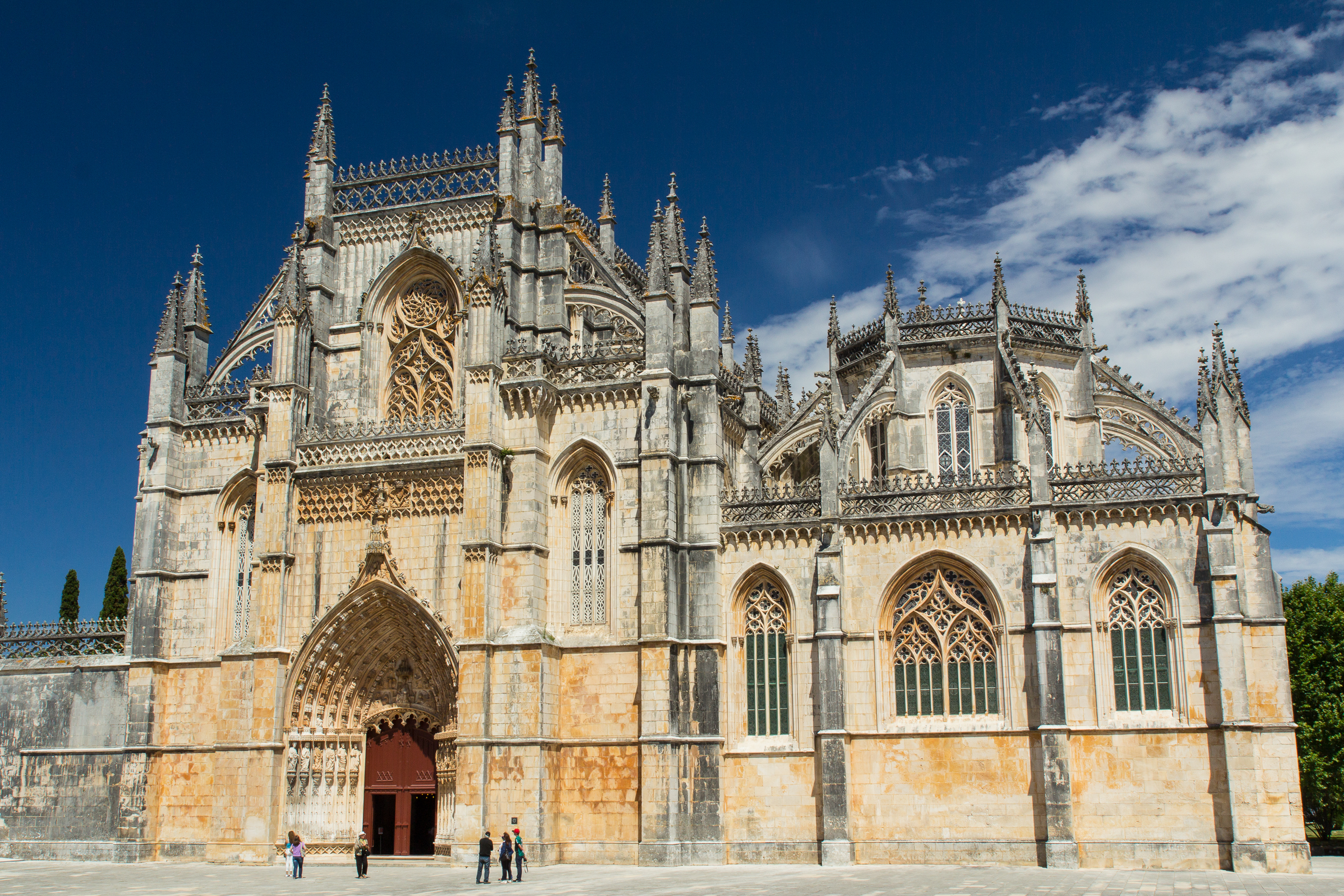
巴塔利亚修道院是为纪念阿勒祖巴洛特战役而建，于1983年被联合国认定为世界遗产

1093年，阿方索六世将葡萄牙郡划予勃艮第的亨利，并将自己的私生女特蕾莎嫁给了他。亨利定都于前古罗马行省首府布拉加。

### 王国成立
1128年6月24日，吉马良斯近郊爆发圣马梅德战役，此役中，葡萄牙伯爵、亨利之子阿方索·恩里克斯击败其母特蕾莎及情夫费尔南·佩雷斯·德特拉瓦，得到葡萄牙郡政权。随后，阿方索·恩里克斯将矛头对准南方的摩尔人，于1139年7月25日奥里基战役大胜，随即阿方索·恩里克斯在军队的支持下宣布为葡萄牙国王，即阿方索一世，葡萄牙王国就此成立。阿方索的国王地位在1143年得到了莱昂国王阿方索七世的承认，在1179年得到了教宗历山三世的承认。
在收复失地运动时期，基督徒自穆斯林手中夺回了伊比利亚半岛。当时葡萄牙向南进军，于1249年在阿方索三世主导下，吞并阿尔加维到达南部海岸，完成扩张。此后，葡萄牙的国境线几乎不再发生变动。在随后的迪尼什一世、阿方索四世和佩德罗一世的统治下，葡萄牙王国经历了短暂的和平。中世纪的葡萄牙人曾经有过骁勇善战的名声。
1348年葡国遭黑死病袭击，损失惨重。
1373年，英葡同盟成立，这是世界上历史最为悠久的同盟关系之一。
1383年，国王斐迪南一世死后没有男性继承人，其女婿卡斯蒂利亚国王胡安一世宣布继位，遭到葡萄牙贵族与公众抵制。他们拥立老国王佩德罗一世的私生子、阿维斯骑士团的若昂一世继位。若昂一世凭借部下努诺·阿尔瓦雷什·佩雷拉的出色指挥，在阿勒祖巴洛特战役中击败了胡安、得以继承王位，开创阿维斯王朝。

## 晚期（1383－1807）

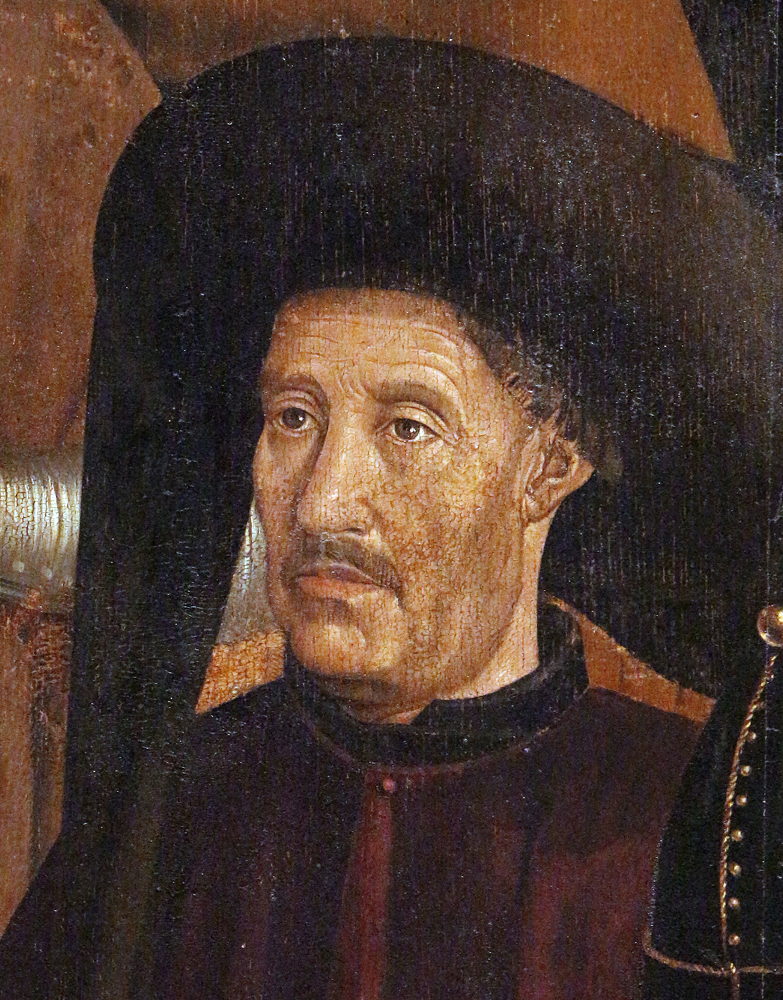
恩里克王子是葡萄牙航海事业的坚定的赞助者和拥护者

### 阿维斯王朝（1383－1580）與殖民時代

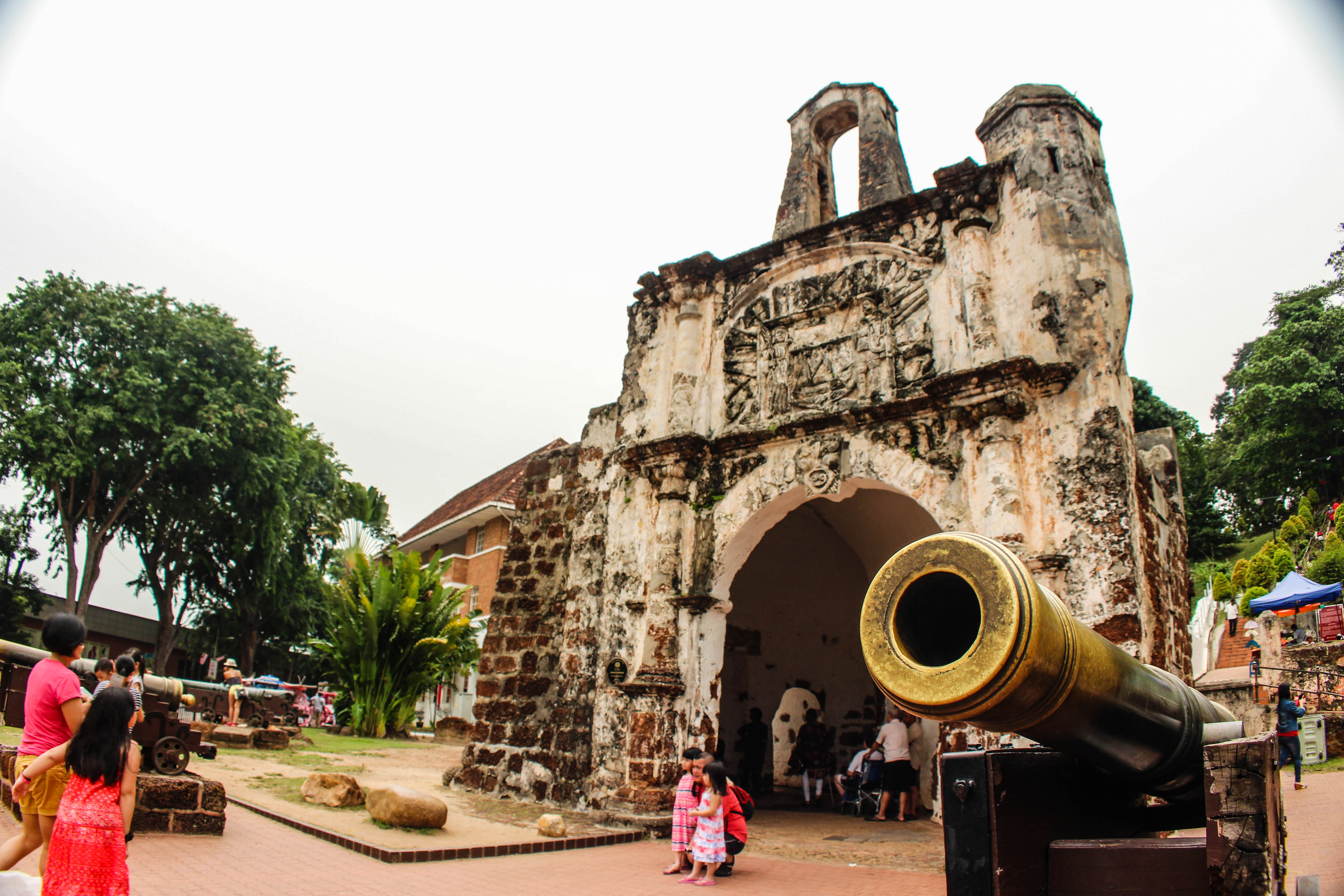
葡萄牙在葡属马六甲建立的圣地亚哥城堡，后被英国人炸毁只剩下城门部分，现在称为法摩沙城堡

葡萄牙王国建立并得以巩固其疆域后，藉由大航海时代的海上贸易及探索活动，逐渐步入国力鼎盛期，成为欧洲的经济、军事和政治大国，一直持续至16世纪末。葡萄牙人是欧洲全球探险活动和地理大发现的先驱，国王若昂一世之子恩里克是葡萄牙航海事业的坚定的赞助者和拥护者。早期的葡萄牙殖民者刚强勇猛，富于宗教狂热和开拓精神，更有新兴贵族和早期资产阶级对于利益的追逐欲望支撑。
1415年8月21日，恩里克王子率领葡萄牙舰队征服了北非的伊斯兰贸易中心休达，这是葡萄牙的海外探险与殖民活动的开始。随后，葡萄牙的探险船队遍布全球：他们深入大西洋，发现了亚速尔群岛、马德拉群岛、比奥科岛、圣多美岛、普林西比岛和佛得角等大西洋岛屿；沿非洲大陆海岸线航行，建立了早期的殖民地，并开辟了通过好望角航向印度的航线；在新大陆，葡萄牙人发现巴西；在印度洋，葡萄牙建立了遍及南亚及东南亚大部分海洋地区的航线，以进行香料贸易；葡萄牙人亦藉由印度洋航线到达了中国和日本。葡萄牙人在非洲海岸建立有众多商站，建立起涉及欧洲大陆、非洲大陆和新大陆的三角贸易系统，输送白银和黑奴。
当时，西班牙人亦拥有强大的海上力量和庞大的海上贸易。1494年，教宗历山六世为解决西葡关于世界贸易权归属的争议问题，主使双方签订了带有“瓜分世界”性质的《托德西利亚斯条约》，规定穿越佛得角与古巴及伊斯帕尼奥拉岛连线中点的经线作为两国的势力分界线。
1487年，巴尔托洛梅乌·迪亚士带领船队航行至非洲大陆最南端并发现好望角；1498年，瓦斯科·达伽马的船队经好望角到达印度次大陆，开辟了航向印度的航线。由此葡萄牙获得了巨大的贸易利润和财富，为葡萄牙的文艺复兴奠定了物质的基础。

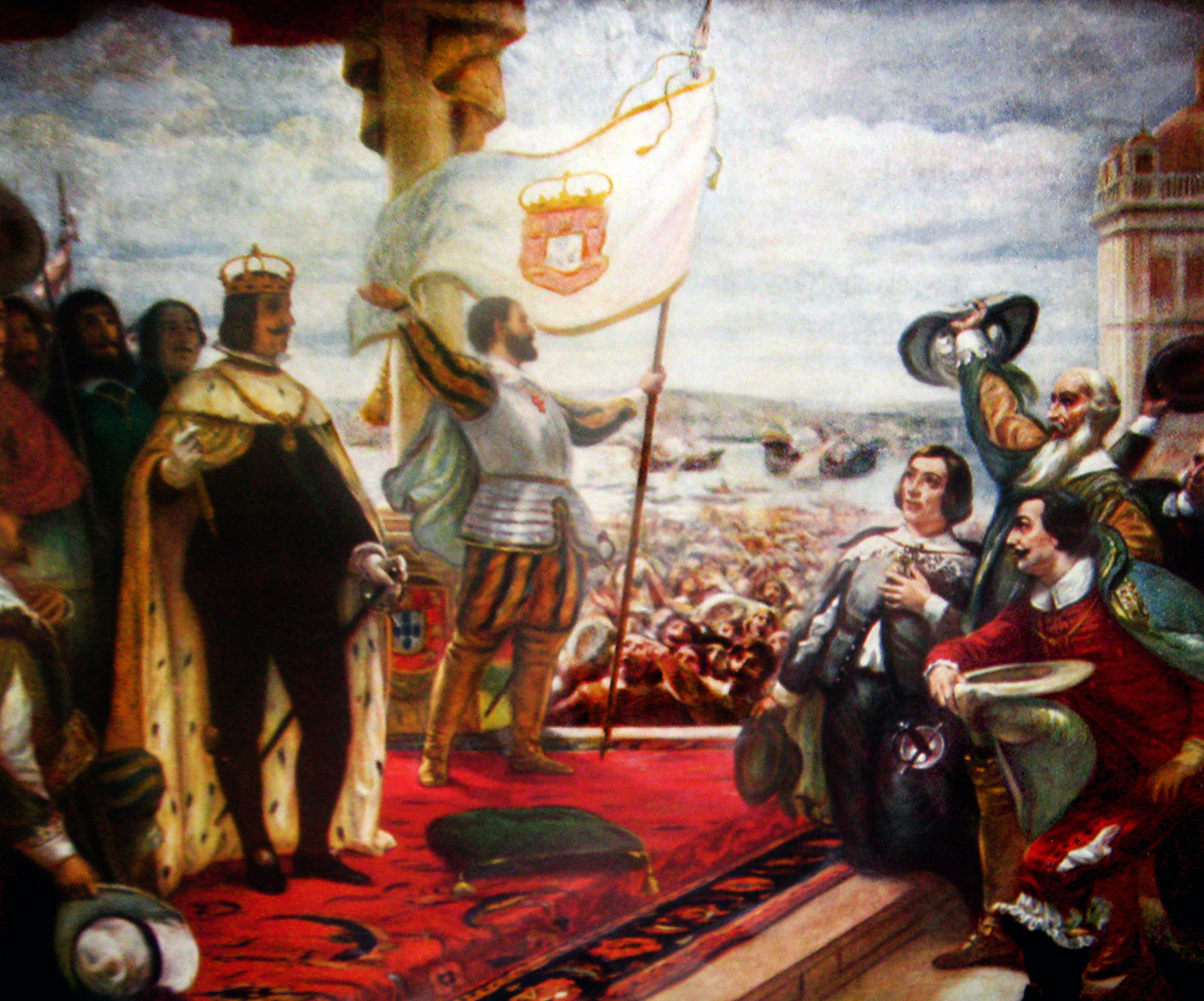
1640年，葡萄牙人推翻了西班牙哈布斯堡王朝的统治，推举布拉干萨公爵若昂登基

1500年，佩德罗·阿尔瓦雷斯·卡布拉尔到达加拿大，建立了波图加尔港、纽芬兰和拉布拉多两个殖民点，为葡萄牙在美洲的众多殖民活动之一。卡布拉尔亦于1500年发现了巴西，并宣称葡萄牙对此地拥有主权。
1510年，阿方索·德阿尔布克尔克征服了印度的果阿，霍尔木兹海峡一带的马斯喀特和忽里模子，以及今属马来西亚的马六甲。由此，葡萄牙建立了遍布印度洋和南大西洋的殖民帝国，并垄断了两大地域的商业活动。此外，葡萄牙水手亦在台湾岛、日本、帝汶和摩鹿加群岛留下了足迹。虽然荷兰人被广泛视为澳大利亚大陆的发现者，但亦有证据表明，葡萄牙人在1521年便到达了澳大利亚。
1529年，西葡间又签订《萨拉戈萨条约》，规定了两国在亚洲的势力分界线。
随着其他欧洲国家继取得海上霸权后，葡萄牙于欧洲的地位有所下降。

### 哈布斯堡王朝（1580－1640）與伊比利亚联盟
1578年，国王塞巴斯蒂昂在摩洛哥的三王战役中阵亡，叔公红衣主教恩里克一世被迫还俗即位，但亦于1580年逝世，造成王位继承危机。随后，西班牙哈布斯堡王朝的费利佩二世宣称他作为曼努埃尔一世的外孙，拥有葡萄牙的继承权、并成功继承之，成为西班牙和葡萄牙的共主，建立伊比利亚联盟。同西班牙的联合使葡萄牙卷入八十年战争，并与英国交恶。葡萄牙在波斯湾的殖民地忽里模子被英国占领；1595年至1663年，又与荷兰共和国交战，丧失了在巴西、非洲、印度和远东的部分商业利益，且失去了印度洋贸易的垄断优势。

### 布拉干萨王朝（1640－1910）
1640年，不满西班牙首相奥利瓦雷斯公爵集權政策的葡萄牙贵族，在里斯本发动革命，掀起复辟战争，并推举布拉干萨公爵若昂登基成为若昂四世，开启布拉干萨王朝，结束了西葡共主邦联的统治。

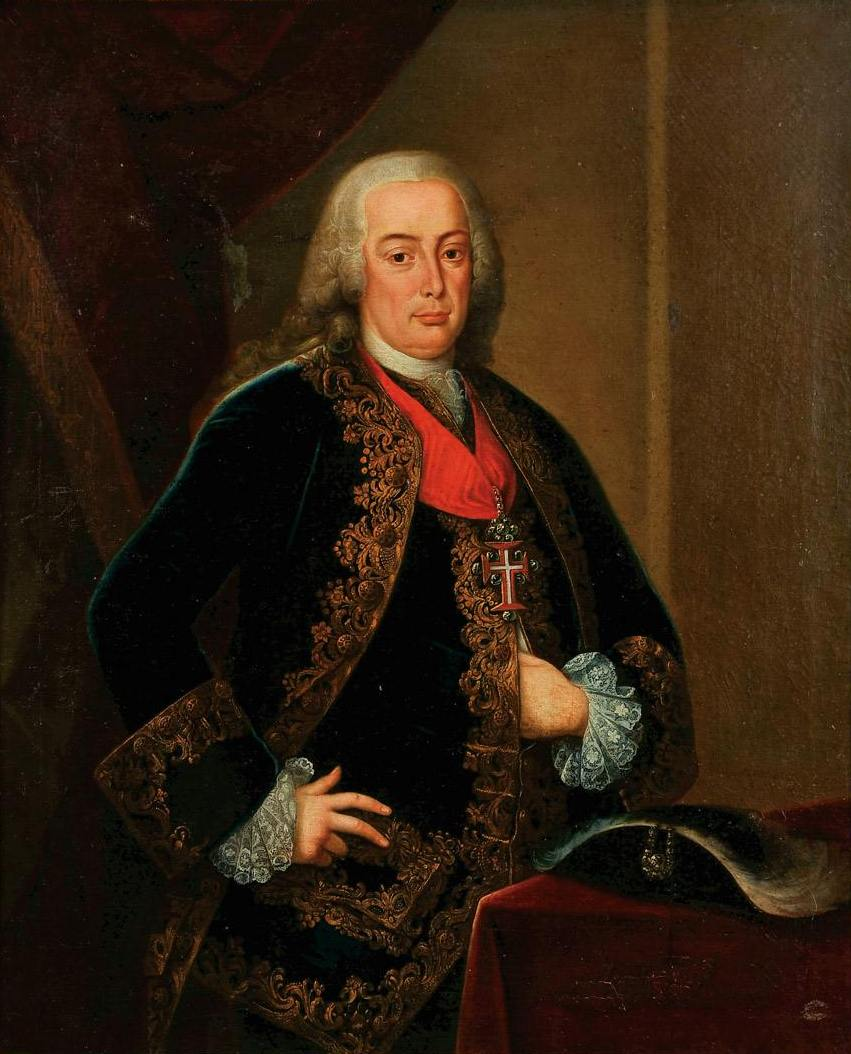
庞巴尔侯爵塞巴斯蒂昂·若泽·德卡瓦略-梅洛于国王若泽一世统治时期任葡国首相，是一名开明的独裁者

1738年，庞巴尔侯爵塞巴斯蒂昂·若泽·德卡瓦略-梅洛开始了其作为葡国驻伦敦（后为维也纳）大使的职业任期。葡国王后奥地利的玛丽亚·安娜宠信德卡瓦略-梅洛，将奥国陆军元帅冯·道恩之女嫁给了丧偶的梅洛。这引起了国王若昂五世的不满，他于1749年将德卡瓦略-梅洛召回葡国。次年若昂五世驾崩，其子若泽一世即位。与其父相反，若泽一世重用德卡瓦略-梅洛，任他为外交部长，随后更加深对梅洛的信任，给予他更多自主权。
1755年，德卡瓦略-梅洛出任首相。德卡瓦略-梅洛因其驻伦敦大使之经历，推行了英国式的经济政策，以及其它各式改革。在经济金融方面，他建立了数个商业公司以及主管商业活动的行会。此外，他将葡萄牙和葡属印度殖民地的奴隶制加以废除，重建了葡国陆海两军，重新开办科英布拉大学，并结束了葡萄牙对于国内各次要基督教教派的歧视和迫害。德卡瓦略-梅洛还在国内划分了专门的波特酒产区，以确保酒质——这开创了欧洲国家政府主导控制酒品生产和质量管控的先例。他的治国政策以严格著称，制订了适用于上层贵族到底层工人的完整、严格的法律，建立了审查制度完善的国家税收系统。此改革也使德卡瓦略-梅洛失去贵族（高等贵族尤甚）支持，被贵族视为损害自身利益的暴发户。

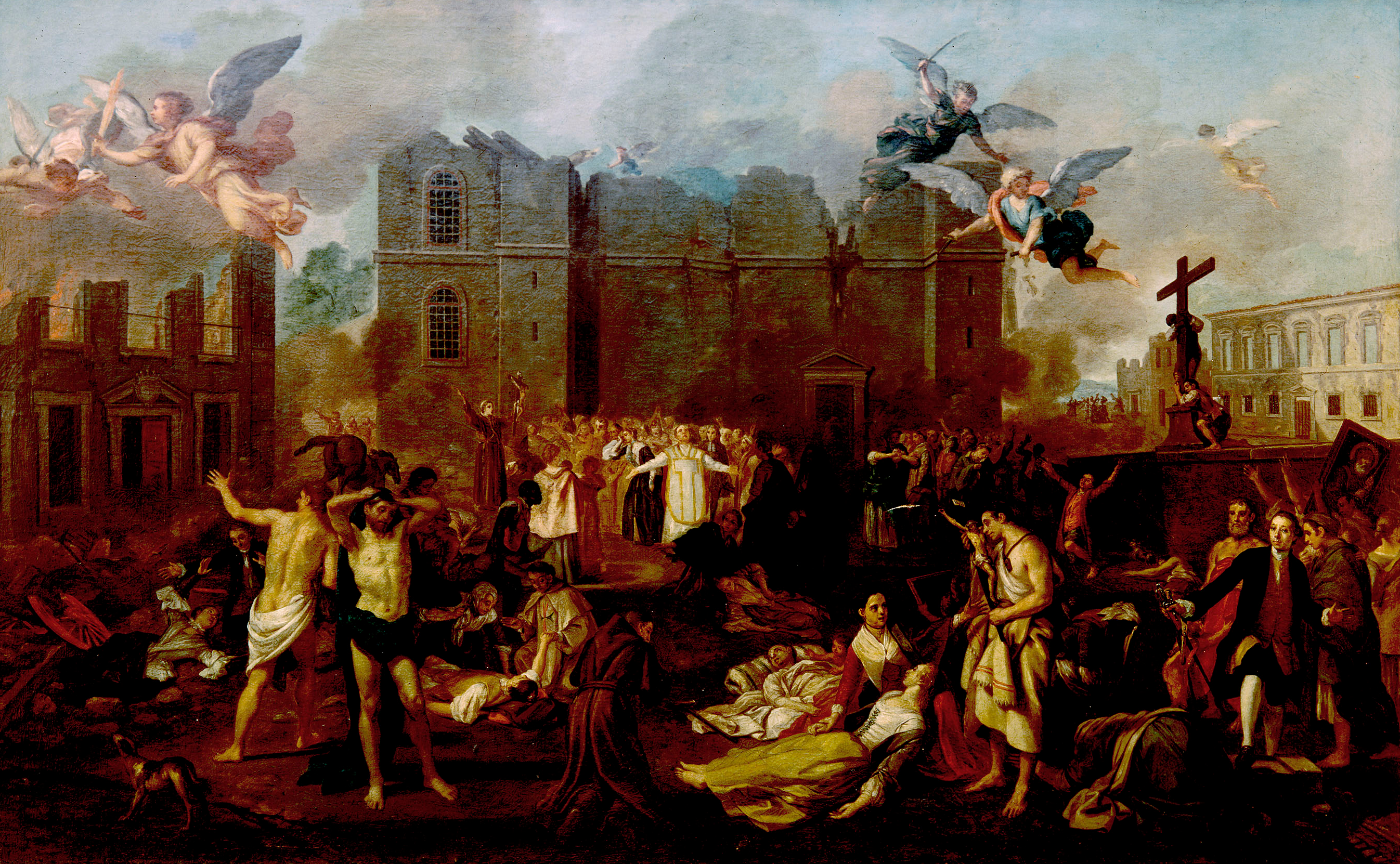
1755年里斯本大地震将葡萄牙首都里斯本夷为平地

#### 里斯本大地震
1755年11月1日，葡国首都里斯本发生了里氏9.0级的大地震，城区被震灾以及随后的海啸和火灾夷为平地，死亡人数高达约十万人。德卡瓦略-梅洛自地震中生还，并立即着手重建城市，并留下名言“现在该怎么办？埋葬死者，关心生者。”尽管死伤惨重，里斯本并未爆发瘟疫，并在一年内便完成了初步的重建。里斯本市中心的新式设计特别采用了抗震工艺，而新建的建筑物都要经过模拟实验的检验（通过军队的大规模行军模拟地震）。德卡瓦略-梅洛时代的建筑和广场，至今仍为里斯本的旅游景点之一。此外，德卡瓦略-梅洛在全国各地进行的调查资料对于地震学亦拥有特殊贡献。
大地震之后，德卡瓦略-梅洛获得更大实权，成为一名强势而进步的独裁者。反对他的势力亦越发壮大，其与贵族的争端亦愈加频繁。1758年若泽一世在一次刺杀中生还，随之而来的快速审判将涉案的塔沃拉家族和阿韦罗公爵处死。葡国耶稣会被驱逐出境，财产亦为国家所没收。德卡瓦略-梅洛起诉了所有疑似涉案者，妇人及儿童亦未能幸免。德卡瓦略-梅洛亦得以排除异己。1759年，若泽一世封德卡瓦略-梅洛为奥埃拉什伯爵。

#### 七年战争
1762年，葡国卷入七年战争、并遭西班牙入侵。1763年，双方停火，决定维持原状。1770年，梅洛被封为庞巴尔侯爵。1779年，若泽一世驾崩。即位的女王玛丽亚一世不满于庞巴尔侯爵的专政以及对于塔沃拉家族的无情处决，撤销了庞巴尔侯爵的职务。1782年庞巴尔侯爵死于自家住宅。庞巴尔侯爵的统治给葡国带来高效统治和思想“启蒙”的同时，也遭到了后世的质疑。英国历史学家肯尼思·马克斯韦尔认为，庞巴尔侯爵影响深远的统治，建基于独裁统治，特点为牺牲个人自由（排除异己时最甚）、压制批评言论、殖民地经济剥削、出版物审查以及控制个人利益。
据统计，在18世纪的巴西淘金潮中，大约有60万名葡萄牙人移居巴西殖民地，是欧洲殖民时代最为庞大的移民浪潮之一。

## 近代（1807－1910）

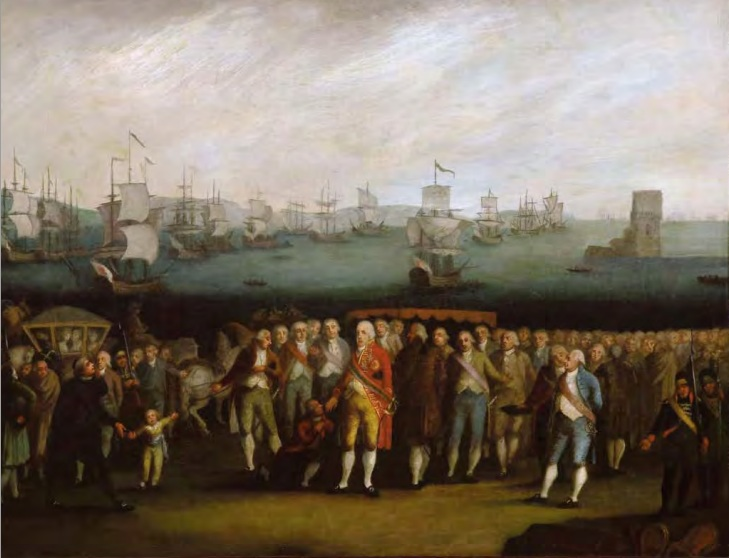
1807年拿破仑入侵葡萄牙，里斯本的葡萄牙王室和大贵族为躲避战火，逃往巴西

### 拿破仑入侵
1807年秋，拿破仑·波拿巴率法国军队取道西班牙、攻入葡国。自1807年至1811年4年间，英葡同盟军同入侵的法军进行了持久的战争（为半岛战争一部分）。拿破仑的入侵是葡萄牙走向衰亡的开始。里斯本的葡萄牙王室和大贵族为躲避战火，逃往巴西。1807年，摄政王若昂六世迁都至里约热内卢。1815年，巴西成为王国，摆脱了殖民地的地位，称为新建立之“葡萄牙－巴西－阿尔加维联合王国”一部分。葡王室驻巴西期间，巴西的政治、经济、军事、教育和科学都获得长足发展，走向近代化。1815年，法军战败，欧洲形势初步安定。1816年，玛丽亚一世驾崩，若昂六世登基成为葡国国王。

### 革命（1820）
1820年，波尔图爆发“自由革命”，并迅速蔓延至全国。革命者要求废除旧君主专制，仿效英国实行君主立宪。1821年，王室应议会回国，若昂六世之子佩德罗留任巴西摄政王。1822年，议会批准实施新宪法。新宪法及君主立宪制度仅实施不满一年，便为米格尔王子所发动的军事政变所终止，君主专制制度随之恢复。1820年的自由革命尽管最终未能达到目的，但在葡国传播了自由民主的思想，影响了19世纪的葡萄牙的社会面貌。

### 巴西独立
同期，巴西亦发生动乱。1821年，葡议会决定取消巴西的王国地位，复归里斯本管辖，招致巴西进步人士及摄政王佩德罗不满。随后，葡国驻军与巴西民兵发生了多次武装冲突；1822年1月，议会勒令佩德罗回国，佩氏回绝。8月，葡国议会决定撤销佩德罗的摄政王职务，并出动大军进占巴西。9月，佩德罗宣布独立、改称巴西皇帝，建立了独立的巴西帝国，随后爆发巴西独立战争。葡军无力平息巴西的独立浪潮，1825年，葡萄牙承认巴西独立。

### 王位继承危机
1826年，若昂六世驾崩，而法定的王位继承人是巴西皇帝佩德罗一世，而觊觎王位的米格尔王子拒不承认——这再次造成了葡萄牙的王位继承危机。佩德罗起初宣布继承葡萄牙王位，但遭到葡萄牙人和巴西人双方的反对，放弃继承权，改立其七岁的女儿玛丽亚为葡国女王，姐姐伊莎贝尔·玛丽亚担任摄政。同年，佩德罗颁布“宪章”，以重建君主立宪制度。米格尔王子自立为王、并领导专制派武装同佩德罗的宪政派对抗，内战爆发。1834年米格尔被击败，流亡至奥地利；佩德罗亦与是年离世。玛丽亚重新成为葡萄牙女王，称玛丽亚二世。

### 九月革命
然而佩德罗宪章的施行并不持久，1836年9月，里斯本爆发革命，革命者推翻了宪章派（Cartistas）政权，宣布改行1822年宪法。他们被称为“九月党人”（Setembristas）。九月党人上任后，宣布废除奴隶制。1837年，宪章派军人发动了失败的军事政变；尽管九月党人保住政权，但内乱随之而生，走向覆亡，1842年被安东尼奥·卡布拉尔推翻，又恢复1826年宪章。卡布拉尔是偏激进的改革者，造成基层农民、特别是妇女的反对。1846年，爆发反卡布拉尔的玛丽亚·达丰特革命，革命者得到了九月党和米格尔派的支持，又将卡布拉尔政府推翻。随后女王委任军人萨尔达尼亚公爵维持局面。此后政权又几度更迭，1851年，萨尔达尼亚公爵通过政变夺得政权，建立了“复兴党”（Partido Regenerador）的统治。复兴党人修订宪章为新宪法，并重建了选举制度。葡萄牙政坛的主要表征改为了复兴党人和进步党人（Partido Progressista，九月党改组而来）的长时间争斗，但不安局面已经结束。

### 殖民地扩张

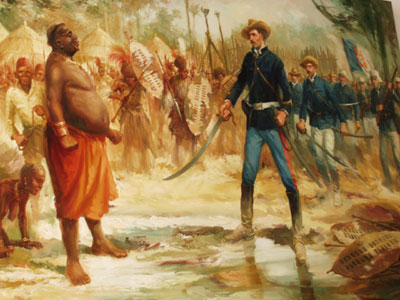
若阿金·奥古斯托·莫西尼奥·德阿尔布开克俘虏东非加扎帝国皇帝冈冈哈纳。19世纪，葡萄牙扩大了其在非洲的殖民地

19世纪是欧洲殖民扩张的又一个高峰，但对于葡萄牙来说，19世纪初是本国历史上的低谷，葡国失去了在南美洲的全部殖民地。为恢复其殖民帝国的地位，葡萄牙参与了欧洲列强瓜分非洲的浪潮，再次在非洲建立了庞大的殖民地。
参与瓜分非洲前，葡国在非洲的旧殖民地包括罗安达、本吉拉、比绍、洛伦索-马克斯（今马普托）、安博因港和莫桑比克岛。1884年柏林西非会议划定了葡属非洲殖民地的边界线。此后，葡萄牙人在非洲建立或重建了新里斯本（今万博）、萨达班代拉（今卢班戈）、席尔瓦港（今奎托）、马兰热、太特、容凯鲁（今古鲁埃）、佩里（今希莫尤）和卡布拉尔（今利欣加）等；贝拉、木萨米迪什（今纳米贝）、洛比托、若昂贝洛（今赛赛）、纳卡拉和阿梅利亚港（今彭巴）亦是此时期建立的海岸城市。19世纪与20世纪之交，葡国又出资搭建本格拉铁路和贝拉铁路，以连接沿海与内陆地区。19世纪末葡萄牙提出粉红地图计划，声称自身对葡属西非（今安哥拉）和葡属东非（今莫桑比克）之间的土地拥有主权。这个计划与英国人的開羅－開普敦鐵路计划相冲突，葡国的殖民活动最终导致1890年的英国最后通牒，最终葡萄牙人向英国妥协。在亚洲，葡萄牙于1887年与大清签订《中葡和好通商條約》，将经营数世纪的澳门正式划为殖民地。
到19世纪末，葡萄牙在全球拥有的殖民地有非洲的葡属佛得角、圣多美和普林西比、葡属几内亚、葡属西非和葡属东非以及达荷美海岸的圣若昂·巴普蒂斯塔·德阿茹达堡垒以及亚洲的葡属印度、葡属帝汶以及葡属澳门。

## 现代（1910至今）

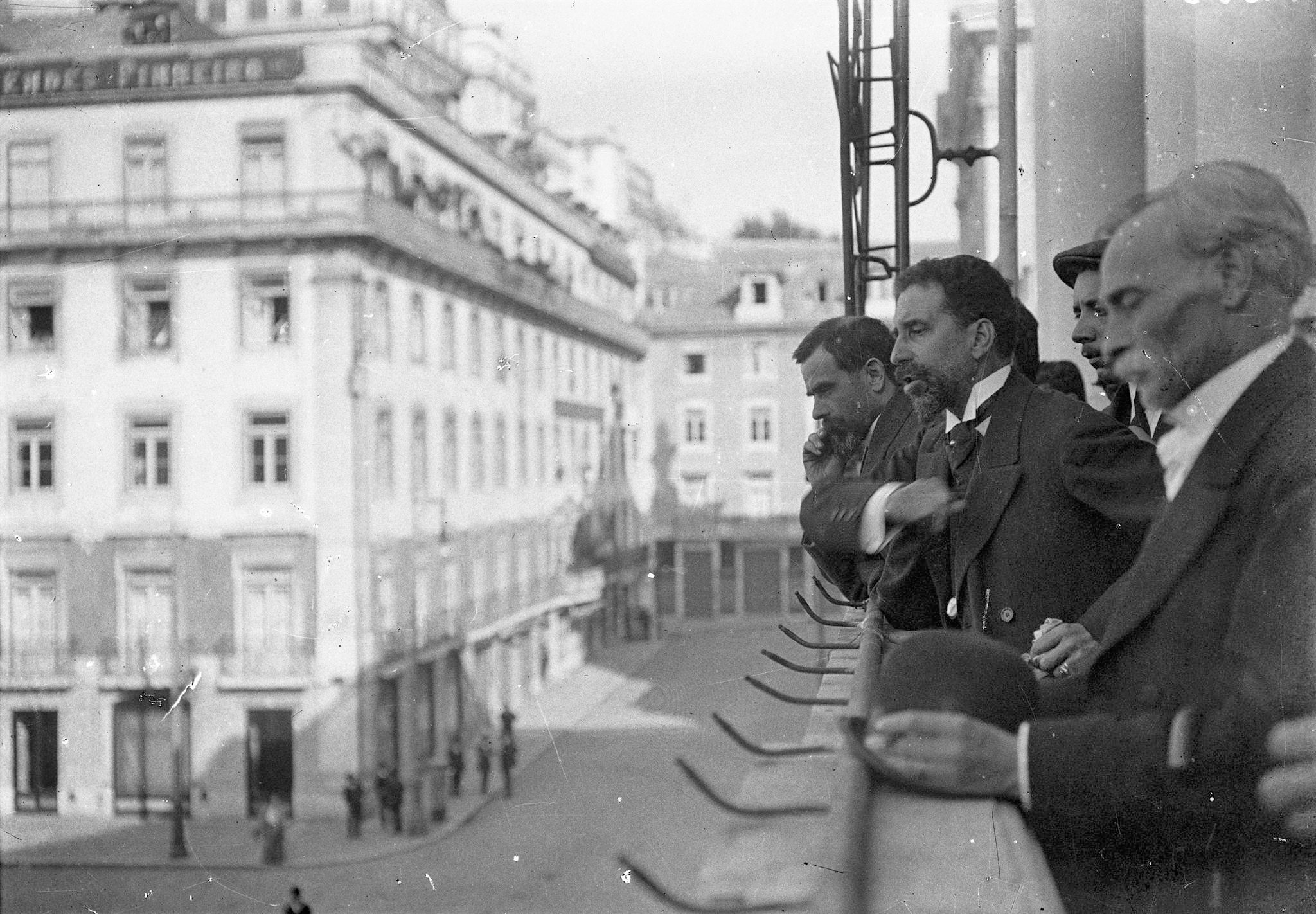
19世纪与20世纪之交的葡萄牙经济危机导致1910年10月5日革命——共和派推翻了布拉干萨王朝的统治，若泽·雷尔瓦斯于里斯本市政厅宣布葡萄牙共和国成立。但是，新的共和政府未能挽救葡萄牙经济的颓势

### 革命（1910）與建立共和
尽管19世纪下半叶葡萄牙迎来了短暂的经济复苏，但好景不长，在世纪之交，葡萄牙经济始现疲态。在卡洛斯一世统治时期，葡萄牙分别于1892年5月以及1902年5月两次宣布破产——这造成社会危机，并动摇了葡萄牙历史悠久的君主制的根基。1908年2月1日，卡洛斯一世与王储路易斯·菲利佩在里斯本遭到刺杀，史称里斯本弑君事件。曼努埃尔二世继承了王位，但此时葡萄牙布拉干萨王朝的统治已几近走到尽头。1910年10月5日革命推翻了布拉干萨王朝，建立共和国。共和政府宣布实行政教分离原则，次年颁布新宪法。10月5日被葡萄牙定为共和国日，作为公众假期。

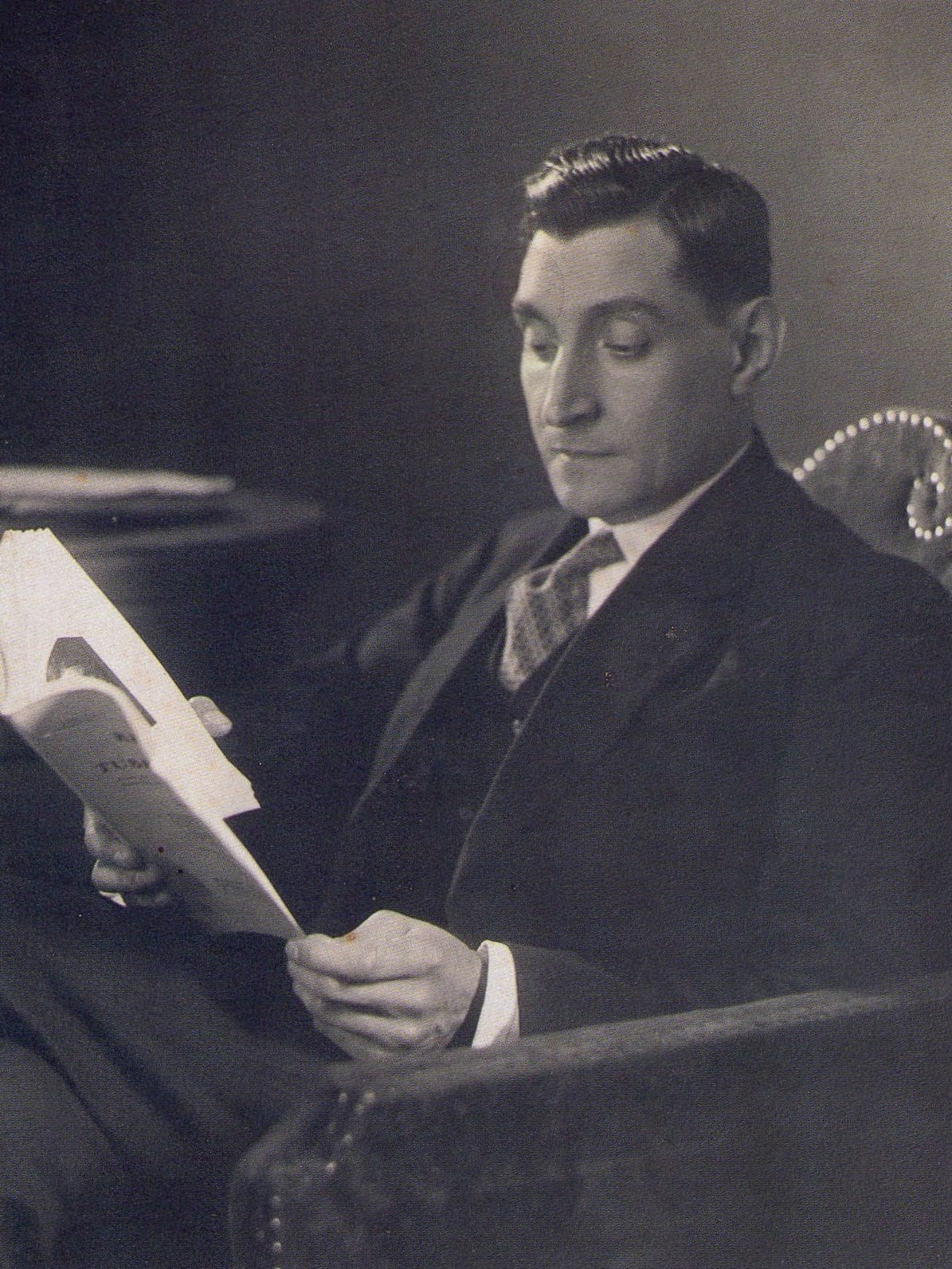
安东尼奥·萨拉查对葡萄牙实行了长达36年（1932－1968）的独裁统治

### 政变（1926）與萨拉查的统治（1932－1968）
新建立的共和政府并未改变葡萄牙经济的颓势，且社会局面欠缺稳定，罢工及动乱频发，政权亦不断更迭。
從1910到1926年，該國共換了45屆不同類型的政府，1915年曾歷經幾個月的軍人執政，1917到1918年又有過早期法西斯特徵的短暫軍人獨裁，這段期間政治暴力日漸猖狂，軍方對無能的多元政治不滿，儘管軍方內部不合卻能推翻政府，像是1925年一場軍事政變雖被挫敗，但隔年軍方克服內部分歧，在1926年，发生5月28日政变，建立“全國獨裁”。1928年安东尼奥·卡尔莫纳于随后的权力争斗中掌权、出任总统；1933年葡萄牙颁布新宪法，建立“新国家”（Estado Novo）体制，又迎来安东尼奥·萨拉查的右翼独裁统治。第二次世界大战期间，葡萄牙的右翼親法西斯政權對外宣稱中立，但在取態上親近軸心國，葡萄牙本土雖沒有被战火洗礼，惟其殖民地葡屬帝汶卻遭日本入侵及佔領。战后，萨拉查政府坚持反共政策，于美苏冷战中偏向美国。葡萄牙成为当时北大西洋公约组织、经济合作与发展组织和欧洲自由贸易联盟的创始成员国。萨拉查政权亦制定有多项经济发展计划，此外，还努力推动葡萄牙人前往非洲殖民地定居，以逐步对殖民地完成同化。

#### 殖民地战争
1954年，葡属印度的达德拉-纳加尔哈维利被独立的印度共和国并吞，这是葡萄牙殖民帝国走向解体的开始。乱局开始于1961年——在亚洲，印军入侵果阿，葡属印度全境并入印度共和国；在西非，达荷美共和国吞并圣若昂·巴普蒂斯塔·德阿茹达，成为达荷美威达市一部分；葡属安哥拉、葡属莫桑比克和葡属几内亚亦于该年爆发独立斗争，打响葡萄牙殖民地战争。萨拉查政权拒绝放弃殖民地的利益、试图维持领土总面积约2,168,071平方公里的共和国——他主张与殖民地独立武装进行持续作战，随之遭受越来越多的国际异议，使得葡国遭到武器禁运等国际惩罚性制裁。

### 康乃馨革命（1974）與重建民主
1968年，萨拉查因健康问题结束其统治，将大权交给了马塞洛·卡埃塔诺。尽管葡军在一定程度上控制了战局，但到1973年，连年战争开支不菲、拖累葡国经济，而葡国与其他联合国会员国的外交关系亦发生恶化。1974年4月，里斯本爆发了左派军官领导的不流血政变，推翻了“新国家”体制，是为康乃馨革命。过渡政权救国军政府宣布进行“持续性革命进程”，进入民主转型期——新的左翼政府试图重建民主制度，但时年政局欠缺稳定。新政府宣布实行非殖民化政策，放弃其海外殖民地，并召回殖民地政府及驻军；100多万葡人难民因而自殖民地启程回国——其白人身份大多不能得到新国家的认可。政府委派马里奥·苏亚雷斯和歐達琛负责处理殖民地的独立事务，到1975年，葡萄牙的全部非洲殖民地得到独立；同年，葡国举行制宪议会选举，是为50年来首次民主选举。

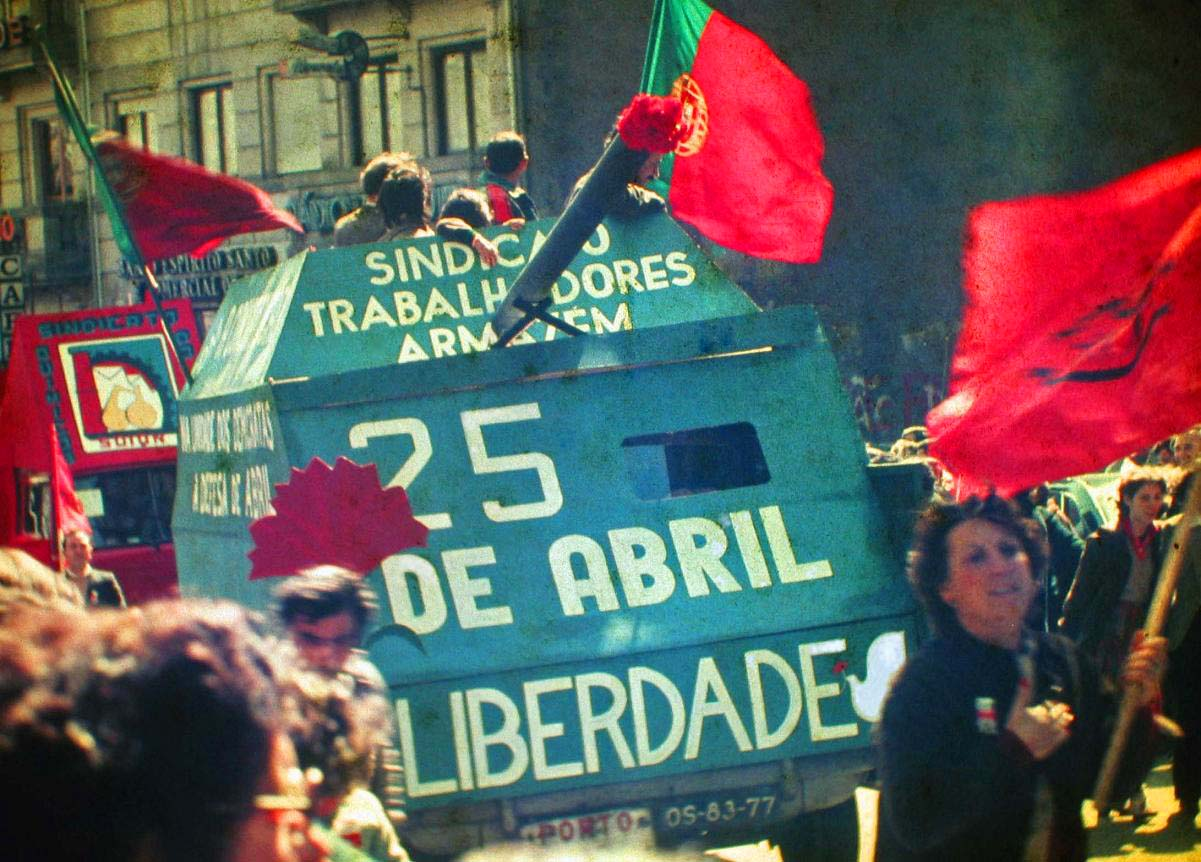
康乃馨革命推翻了“新国家”的独裁体制，建立左翼民主政权

1976年，葡国举行立法选举，由社会党取得政权、结束过渡政府，7月23日，马里奥·苏亚雷斯出任总理，领衔首届立宪政府。苏亚雷斯政府试图恢复经济，重建“新国家”时期的经济进程。他试图主导葡国加入欧洲经济共同体，入盟谈判于1977年开启。民主政府成立初期，葡国的政策立场于社会主义与新自由主义间摇摆。政府强迫实施了土地改革和国有化的政策，为了适应这些带有社会主义色彩的政策，1976年葡国政府颁布了新宪法。随后在1982年和1989年，葡国两次修订宪法，写入工人权利等相关条款，加重了其中的社会主义和社会主义政治经济学色彩。民主转型期，葡国经济曾在1977年至1978年以及1983年至1985年出现波动，迫使政府请求国际货币基金组织协助维稳。

### 加入欧洲经济共同体
民主转型基本完成后，葡国开始积极参与国际事务。1986年，葡国正式加入欧洲经济共同体（今欧洲联盟前身），1992年亦顺理成章地成为新欧洲联盟的正式成员。入欧之后，葡萄牙的经济在结构与凝聚力基金的支持下发展迅速；葡国企业亦能够更加便利地进入欧洲市场。1995年3月26日，葡萄牙正式加入申根区，取消了与区内国家的边界管制。1996年葡国主导成立了葡萄牙语国家共同体。1998年，里斯本举行世界博览会。1999年，葡国加入欧元区。

### 殖民結束
1999年，葡国同中华人民共和国完成澳门主权移交。2002年，葡属帝汶独立建国成为东帝汶，得到了葡国的承认。葡萄牙殖民帝国就此成为历史。

### 里斯本条约及金融危機
2004年7月5日，总理若泽·曼努埃尔·巴罗佐就任欧盟委员会主席。2007年，欧洲联盟成员国于里斯本签订《里斯本条约》，是为欧盟的体制革新，以进一步推进欧盟的民主合法性、行政效率以及国际协调性改革。条约于2009年正式生效。2007年–2008年環球金融危機严重打击了葡国国民经济。危机给葡萄牙政府带来巨额公债的同时，也迫使之与国际货币基金组织及欧盟举行经济层面上的协商谈判，以获得歐洲金融穩定基金等经济援助。

## 附註
1. ↑  David Birmingham (2003), p.11
2. ↑  David Rohrbacher, "Orosius," in The Historians of Late Antiquity (Routledge, 2002), pp. 135–137. Rohrbacher bases the date of birth on Augustine's description of Orosius as a "young priest" and a "son by age" in the period 414–418, which would place his age at 30 or younger.
3. ↑  . notapositiva.com.   [12 March 2016]. （原始内容存档于2014-12-23） （葡萄牙语）.
4. ↑  . infoescola.com.   [12 March 2016]. （原始内容存档于2020-07-28） （葡萄牙语）.
5. ↑  . scielo.mec.pt.   [12 March 2016]. （原始内容存档于2021-04-14） （葡萄牙语）.
6. ↑  Portugal musulman (Le) – VIIIe-XIIIe siècles par Christophe Picard – Maisonneuve et Larose – Collection Occident Musulman – 2001, 500 p., 34 euros. ISBN 2706813989
7. ↑  A History of Portugal and the Portuguese Empire, Vol. 1: From Beginnings to 1807: Portugal (Volume 1) p.55
8. 1 2  H. V. Livermore, A New History of Portugal (Cambridge University Press: London, 1969) pp. 32-33.
9. 1 2 3  Ribeiro, Ângelo; Hermano, José.  [History of Portugal: The Formation of the Territory]. QuidNovi. 2004. ISBN 989-554-106-6 （葡萄牙语）.
10. ↑  Black Death （页面存档备份，存于）, Great Moments in Science, ABC Science
11. ↑  . new.qq.com.   [2023-07-08]. （原始内容存档于2023-07-08）.
12. ↑  . Heritage.nf.ca.   [31 January 2014]. （原始内容存档于2010-04-14）.
13. ↑  Vigneras, L.-A. . Brown, George Williams  (编). . I (1000–1700) online. University of Toronto Press. 1979 [1966].
14. ↑  . pcsp.ca.   [14 September 2015]. （原始内容存档于2020-11-23）.
15. ↑  The standard view of historians is that Cabral was blown off course as he was navigating the currents of the South Atlantic, sighted the coast of South America, thereby accidentally discovering Brazil. However, for an alternative account of the discovery of Brazil, see History of Brazil
16. ↑  Giles Tremlett. . The Guardian. 22 March 2007  [31 January 2014]. （原始内容存档于2021-04-14）.
17. ↑  Debusmann, Bernd. . London: Telegraph. 15 January 2014  [31 January 2014]. （原始内容存档于2021-04-25）.
18. ↑  Perry, Michael. . Reuters. 21 March 2007  [31 January 2014]. （原始内容存档于2015-10-18）.
19. ↑  . Books.google.com. 30 April 2011: 10  [18 August 2012]. ISBN 9780271037738.
20. ↑  . Nisee.berkeley.edu. 12 November 1998  [6 May 2012]. （原始内容存档于2011-03-11）.
21. ↑  Kenneth Maxwell, Pombal, Paradox of the Enlightenment (Cambridge: Cambridge University Press, 1995), 83, 91–108, 160–62.
22. ↑  . Ibge.gov.br.   [11 February 2012]. （原始内容存档于2012-01-25）.
23. ↑  Ian Kershew著、林華譯. . 中信出版集團. 2018年12月: 204. ISBN 978-7-5086-8300-3.
24. ↑  P S Lele, Dadra and Nagar Haveli: past and present, Published by Usha P. Lele, 1987,
25. ↑  . Purl.pt.   [21 February 2011]. （原始内容存档于14 May 2011）.
26. ↑  Flight from Angola （页面存档备份，存于）, The Economist (16 August 1975).
27. ↑  Dismantling the Portuguese Empire （页面存档备份，存于）, Time Magazine (Monday, 7 July 1975).